# サッカーカタルーニャ代表
サッカーカタルーニャ代表（サッカーカタルーニャだいひょう、カタルーニャ語: Selecció Catalana de Futbol）は、スペイン、カタルーニャ州におけるサッカーの選抜チーム。カタルーニャサッカー連盟によって組織されている。セレシオ・カタラナ（Selecció Catalana）、セレシオ・デ・バルセロナ(Selecció de Barcelona)、カタランXI (Catalan XI)など様々な呼び名がある。
スペインの一地方の選抜チームであり、欧州サッカー連盟(UEFA)や国際サッカー連盟(FIFA)に加盟していないため、UEFA欧州選手権やFIFAワールドカップなどの国際大会への出場資格はない。1904年以来、各国代表チーム・各地域代表チーム・各クラブなどを相手に200試合近くを行っている。1997年以降は、クリスマス休暇中に各国代表や各州選抜を招待して親善試合を行うことが恒例となっており、ナイジェリア代表、ブラジル代表、アルゼンチン代表などと対戦している。2009年12月にはカンプ・ノウで行われたアルゼンチン代表との親善試合に4-2で勝利し、2010年12月にはホンジュラス代表に4-0で勝利した。直近の試合は2013年1月にエスタディ・コルネリャ＝エル・プラットで行われたナイジェリア代表戦であり、1-1の引き分けに終わった。この試合をもってヨハン・クライフが監督から退いた。

## 歴史

### 初期の試合
カタルーニャ選抜は1904年に初試合を行った。当初は国内のクラブと試合を行っており、RCDエスパニョール、レアル・マドリード、FCバルセロナ、イルンSCなどが対戦相手に選ばれた。1912年2月2日、フランス代表を招き、初の国際親善試合が行われたが、パリで行われた試合に0-7で大敗した。フランス戦にはレニェ、イリサル、アメチャルーサ、アレマニー、ペリス、アルメ、フォルンス、ロドリゲス、コママーラ、モラレス、ラミーロが出場した。1912年12月1日、バルセロナで再びフランス代表と顔を合わせ、今度はカタルーニャ選抜が1-0で勝利した。1914年には初めてバスク選抜と対戦したが、この試合の記録は残されていない。記録に残っているバスク選抜との初の試合は、1915年1月3日にエスタディオ・サン・マメスで行われた試合で、カタルーニャ選抜は1-6で敗れた。

### コパ・デル・プリンシペ・デ・アストゥリアス
1915年から1926年には、スペイン各地方の代表チームが争うコパ・デル・プリンシペ・デ・アストゥリアスという大会が行われた。1915年のカタルーニャ選抜は準優勝だったが、1916年には決勝でカスティーリャ・レオン代表を2試合合計8-5で破って初優勝した。1917年の決勝も同一カードとなり、2試合合計2-0で破って2連覇を果たした。1920年代のチームにはジョゼップ・サミティエール、リカルド・サモラ、パウリノ・アルカンタラ、サヒバルバなどがおり、1922年、1924年、1926年の同大会優勝に貢献した。1926年に行われた最終回はアストゥスリアス代表との優勝プレーオフに持ち込まれたが、2試合合計6-3でアストゥスリアス代表を下して優勝した。スペインやヨーロッパの各地域の選抜チーム同様に、1920年代のカタルーニャ選抜は何度も国際親善試合を戦った。1924年3月13日には、ラス・コルツにて初めてスペイン代表と対戦。スペイン代表にはサミティエールやサモラ（前述の通りカタルーニャ出身選手）がおり、一方のカタルーニャ選抜にはアルカンタラやサヒバルバなどがいたが、サミティエールの2得点などでスペイン代表が7-0でカタルーニャ選抜を下した。1925年12月13日、カタルーニャ選抜はエスタディ・デ・サリアでチェコスロバキア代表と対戦し、サミティエール、サモラ、アルカンタラ、サヒバルバなどが出場した。PKで先制点を許したが、サヒバルバが同点弾を決め、サミティエールが逆転弾を決めて2-1で勝利した。1926年6月7日にはプラハでもチェコスロバキア代表と対戦し、サミティエールが先制点を挙げたが、結局1-2で敗れた。

### 対ブラジル代表
1930年代にも様々なチームと親善試合を行っており、1934年には特に意欲的な活動を行った。2月2日にはレス・コルツでスペイン代表と戦って0-2で敗れた。さらに、スペイン代表戦の数ヶ月後にはブラジル代表と2度戦った。6月17日にはレス・コルツで2-1と勝利し、6月24日にはジローナのビスタ・アレグレで2-2と引き分けた。ブラジル代表は5月から6月上旬にかけてイタリアで開催された1934 FIFAワールドカップに出場しており、伝説的な選手であるレオニダスなどがカタルーニャ選抜戦に出場した。6月29日にはリーガ・エスパニョーラ覇者のアスレティック・ビルバオと対戦し、5-1で快勝した。

### フランコ独裁時代
1930年代後半のスペイン内戦後、フランシスコ・フランコ将軍は中央集権主義を推し進め、ジャナラリター・デ・カタルーニャ（カタルーニャ自治州政府/自治州議会）を廃止したほか、公的な場でのカタルーニャ語やカタルーニャ旗（サニェーラ）の使用を禁じた。しかし、カタルーニャ選抜はこの時代も定期的に活動を続け、スペイン代表とも2度戦っている。1947年10月19日にはサリアで対戦し、フアン・ベラスコ、マリア・ゴンサルボ、ジョアン・セガーラ、セサル・ロドリゲス・アルバレスなどが出場して3-1で勝利した。しかし、1953年8月9日に行われた試合に0-6で大敗した。この時代のFCバルセロナにはクバラ・ラースロー（ハンガリー出身）、ルイス・スアレス（ガリシア地方出身）、エヴァリスト（ブラジル出身）、ヘスス・マリア・ペレーダ（カスティーリャ・レオン地方出身）などのカタルーニャ地方以外の出身者が在籍し、彼らは皆カタルーニャ代表に招待されてプレーした。1955年1月26日にはレス・コルツにボローニャFCを招いて親善試合を行い、クラバやアルフレッド・ディ・ステファノ（アルゼンチン出身）などがプレーした。クバラが2得点、ディ・ステファノが1得点し、カタルーニャ選抜が6-2で勝利した。1956年9月1日、ディ・ステファノはレアル・マドリードの初代UEFAチャンピオンズカップ優勝メンバーの一員としてレス・コルツに戻った。レアル・マドリードとバルセロナ選抜が対戦し、レアル・マドリードが7-3で勝利した。1976年6月6日にはカンプ・ノウでソビエト連邦と親善試合を行い、フランコ時代の終焉を迎えた。ソビエト連邦戦ではカルロス・レシャック（ウェールズ出身）、ヨハン・クライフ、ヨハン・ニースケンス（いずれもオランダ出身）などが招待されてプレーし、ニースケンスの得点により1-1で引き分けた。クライフの息子ジョルディ・クライフも何度かカタルーニャ選抜でプレーした。

### 王政復古後

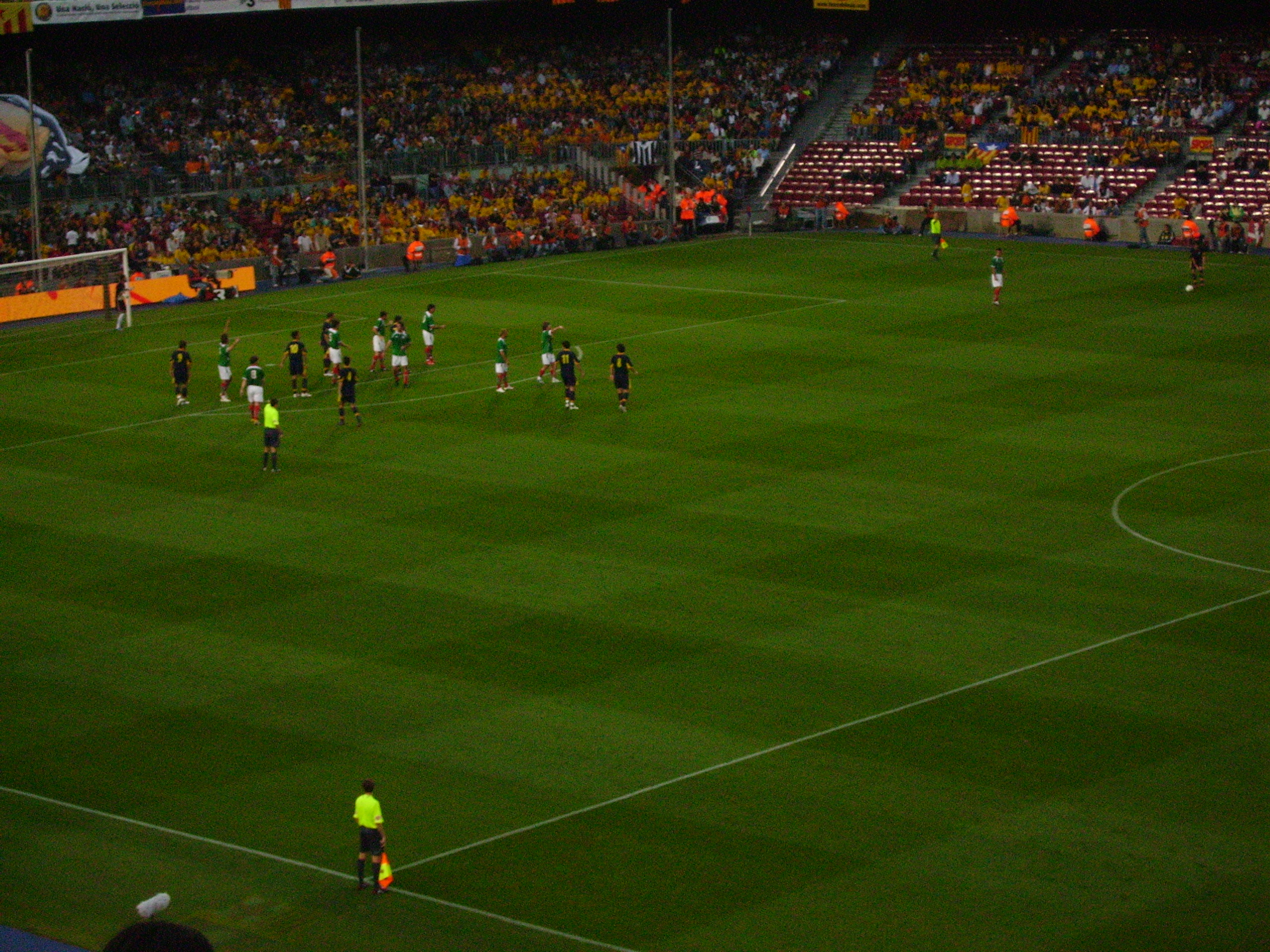
カンプ・ノウでのカタルーニャ選抜対バスク選抜

1975年にフランコ将軍が死去すると、フアン・カルロス1世による王政復古がなされ、スペインは制限君主制国家となった。これ以後のカタルーニャ選抜は定期的に親善試合を行っている。1990年代後半からは、ブルガリア代表（1997年）、ナイジェリア代表（1998年）、ユーゴスラビア代表（1999年）、リトアニア代表（2000年）、チリ代表（1997年）など、経済優良国に対して好成績を収めた。2002年5月5日には2002 FIFAワールドカップ出場を控えたブラジル代表を招いて親善試合を行い、結果的にFIFAワールドカップで優勝することになる相手に1-3で敗れた。2004年5月には再びブラジルをカンプ・ノウに招き、今度は2-5で敗れた。同年12月にはアルゼンチン代表を招いて親善試合を行い、0-3で敗れた。2006年5月には、2006 FIFAワールドカップ出場を控えていたコスタリカ代表を2-0で破った。

### クライフ監督時代
2009年11月2日、FCバルセロナのレジェンドであるヨハン・クライフが新監督に就任することが発表された。同年12月22日、カンプ・ノウにてアルゼンチン代表と親善試合を行い、4-2で勝利した。2010年12月28日、モンジュイックにてホンジュラス代表と親善試合を行い、4-0で勝利した。2011年12月30日、モンジュイックにてチュニジア代表と親善試合を行い、スコアレスドローに終わった。チュニジアはアフリカネイションズカップ2012開幕前の調整のためにスペインに滞在しており、2日前にはバスク代表とも対戦している。2013年1月2日、27,234人 の観客を集めたエスタディ・コルネリャ＝エル・プラットにてナイジェリア代表と親善試合を行い、1-1で引き分けた。この試合を最後にクライフが監督の座を退いた。

## タイトル
- コパ・プリンセプ・ダストゥリアス

優勝 (3) : 1916, 1923-24, 1926
準優勝 (2) : 1915, 1917

## 試合結果（2000年以降）
『サッカーカタルーニャ代表の試合一覧』
| 日時           | 場所                                 | ホームチーム | スコア     | アウェーチーム    |
| -------------- | ------------------------------------ | ------------ | ---------- | ----------------- |
| 2000年12月22日 | カンプ・ノウ                         | カタルーニャ | 5–0        | リトアニア        |
| 2001年12月28日 | カンプ・ノウ                         | カタルーニャ | 1–0        | チリ              |
| 2002年5月18日  | カンプ・ノウ                         | カタルーニャ | 1–3        | ブラジル          |
| 2002年12月28日 | カンプ・ノウ                         | カタルーニャ | 2–0        | 中華人民共和国    |
| 2003年12月28日 | カンプ・ノウ                         | カタルーニャ | 4–0        | エクアドル        |
| 2004年5月25日  | カンプ・ノウ                         | カタルーニャ | 2–5        | ブラジル          |
| 2004年12月29日 | カンプ・ノウ                         | カタルーニャ | 0–3        | アルゼンチン      |
| 2005年12月28日 | カンプ・ノウ                         | カタルーニャ | 1–1        | パラグアイ        |
| 2006年5月24日  | エスタディ・オリンピック・デ・タラサ | カタルーニャ | 2–0        | コスタリカ        |
| 2006年10月8日  | カンプ・ノウ                         | カタルーニャ | 2–2        | バスク            |
| 2007年12月29日 | サン・マメス                         | バスク       | 1–1        | カタルーニャ      |
| 2008年5月24日  | カンプ・ノウ                         | カタルーニャ | 0–1        | アルゼンチン U-23 |
| 2008年12月28日 | カンプ・ノウ                         | カタルーニャ | 2–1        | コロンビア        |
| 2009年12月22日 | カンプ・ノウ                         | カタルーニャ | 4–2        | アルゼンチン      |
| 2010年12月28日 | モンジュイック                       | カタルーニャ | 4–0        | ホンジュラス      |
| 2014年12月28日 | サン・マメス                         | バスク       | 1–1        | カタルーニャ      |
| 2011年12月30日 | モンジュイック                       | カタルーニャ | 0–0        | チュニジア        |
| 2013年1月2日   | コルネリャ＝エル・プラット           | カタルーニャ | 1–1        | ナイジェリア      |
| 2013年12月30日 | モンジュイック                       | カタルーニャ | 4–1        | カーボベルデ      |
| 2014年12月28日 | サン・マメス                         | バスク       | 1–1        | カタルーニャ      |
| 2015年12月26日 | カンプ・ノウ                         | カタルーニャ | 0–1        | バスク            |
| 2016年12月28日 | モンジュイック                       | カタルーニャ | 3–3 (2-4p) | チュニジア        |
| 2019年3月25日  | エスタディ・モンティリビ             | カタルーニャ | 2-1        | ベネズエラ        |
| 2022年5月25日  | エスタディ・モンティリビ             | カタルーニャ | 6-0        | ジャマイカ        |

## 歴代監督
- 1995-2005  ピチ・アロンソ
- 2005-2009  ペレ・グラタコス
- 2009-2013  ヨハン・クライフ
- 2013-2016  ジェラール・ロペス
- 2016-2018  セルヒオ・ゴンサレス
- 2018-　　　 ジェラール・ロペス

## 選手

### 招待選手
カタルーニャ選抜は欧州サッカー連盟(UEFA)や国際サッカー連盟(FIFA)に加盟していないため、明確な出場資格が存在しない。このため、非公式の親善試合を行う際にカタルーニャ人以外の選手をカタルーニャ選抜に招待して出場させることがある。有名選手では、アルゼンチン出身のアルフレッド・ディ・ステファノ 。また、FCバルセロナに所属したオランダ出身のヨハン・クライフ、アストゥリアス州出身のアンドレス・イニエスタなどがいる。他には、カタルーニャ人の先祖がいるサヒバルバやパウリノ・アルカンタラ（フィリピン出身。父親はカタルーニャ軍の将校であり、母親がフィリピン人）などもカタルーニャ選抜に招待されたことがある。

### GK
- リカルド・サモラ
- ペペ・レイナ
- ビクトル・バルデス
- アルベルト・ジョルケラ

### DF
- アルベルト・フェレール
- セルジ・バルフアン
- カルレス・プジョル
- ジェラール・ピケ
- アンドレウ・フォンタス

### MF
- ジョゼップ・サミティエール
- ジョゼップ・グアルディオラ
- ガブリ
- セスク・ファブレガス
- ヨハン・クライフ
- イバン・デ・ラ・ペーニャ
- シャビ・エルナンデス
- セルヒオ・ブスケツ
- マルク・クロサス
- ジョアン・ベルドゥ
- セルヒオ・ゴンサレス
- フェラン・コロミナス
- アンドレス・イニエスタ

### FW
- パウリーノ・アルカンタラ
- カルロス・レシャック
- アルフレッド・ディ・ステファノ
- ラウール・タムード
- ルイス・ガルシア (1978年生のサッカー選手)
- ジョルディ・クライフ
- ホナタン・ソリアーノ
- ボージャン・クルキッチ
- セルヒオ・ガルシア